# Iglesia de la Natividad de Nuestra Señora (Albaida)
La iglesia parroquial de la Natividad es un templo católico situado en la calle de la Iglesia, en el pueblo de l'Aljorf, en el municipio de Albaida (Valencia) España. Es Bien de Relevancia Local con identificador número 46.24.006-021.
Fue erigida como parroquia el 29 de diciembre de 1953.

## Descripción
Construida en el siglo XVIII, fue inaugurada el 22 de septiembre de 1771 tiene un campanario de planta cuadrada, con dos cuerpos y sin remate.